# Eckernförde
Eckernförde (danska: Egernførde och Egernfjord, lågtyska: Eckernför och Eckernföör) är en stad i förbundslandet Schleswig-Holstein i Tyskland och tillhör distriktet (Kreis) Rendsburg-Eckernförde. Folkmängden uppgår till cirka 22 000 invånare. Eckernförde ligger intill Eckernfördebukten (Eckernförder Bucht) vid Östersjön.

## Historik
Namnet Ekerenvorde är dokumenterat sedan 1197 och år 1302 omnämns Eckernförde som stad. Bakgrunden till namnet är inte helt klarlagd. Förleden Eckern härrör möjligtvis från Bucheckern (tyska för bokollon) och efterleden Förde (Furt) betyder vadställe. En ekorre återfinns i stadens vapen.

## Badort
Eckernförde är en känd Östersjöbadort med en cirka fyra kilometer lång sandstrand. Staden besöktes 2011 av cirka 40 000 övernattande gäster och antalet gästnätter var cirka 140 000.

## Industrier
Företaget J.P. Sauer und Sohn GmbH har sitt säte i Eckernförde och är Tysklands äldsta existerande vapentillverkare.

## Bilder

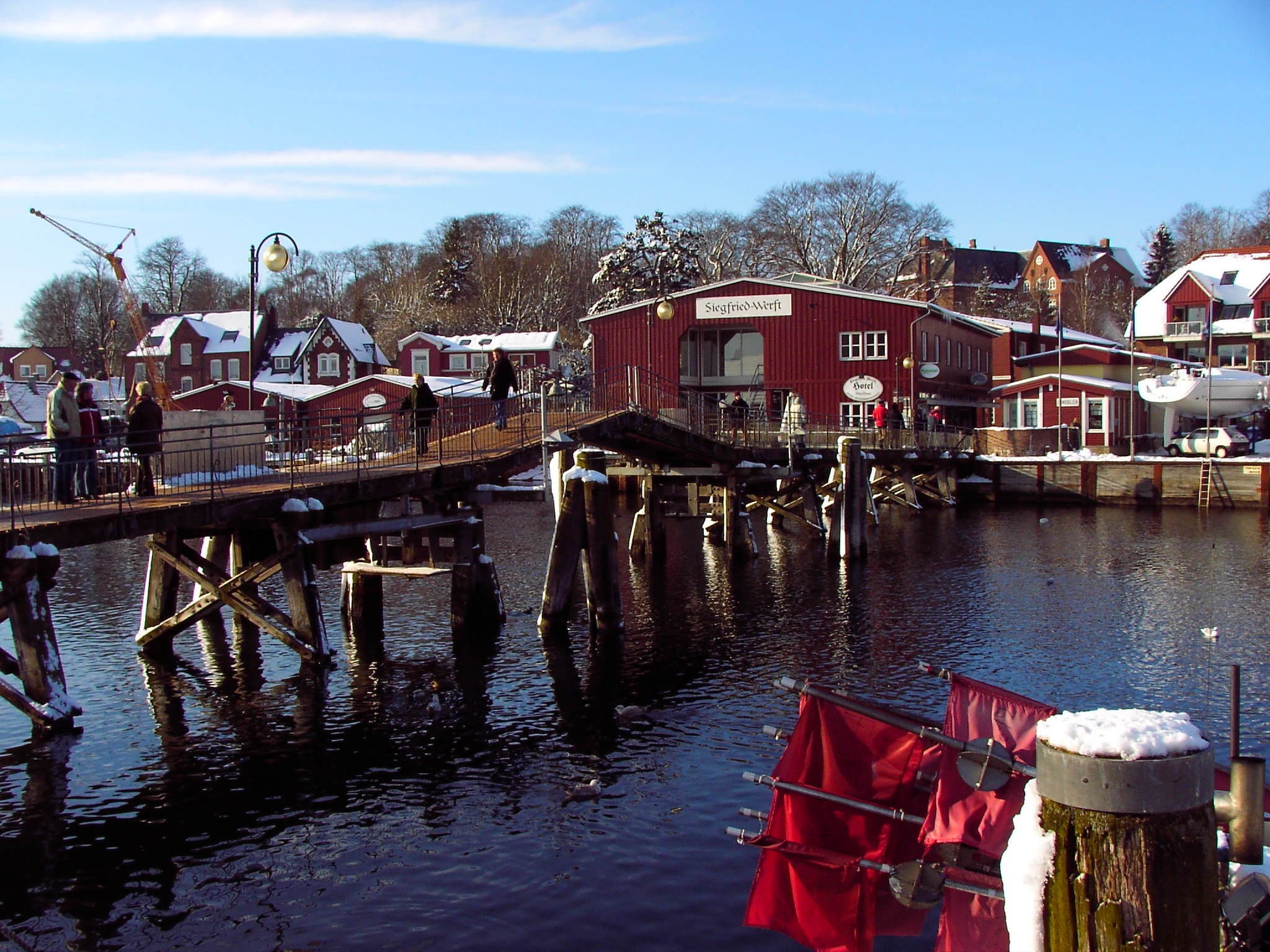
Hamnen
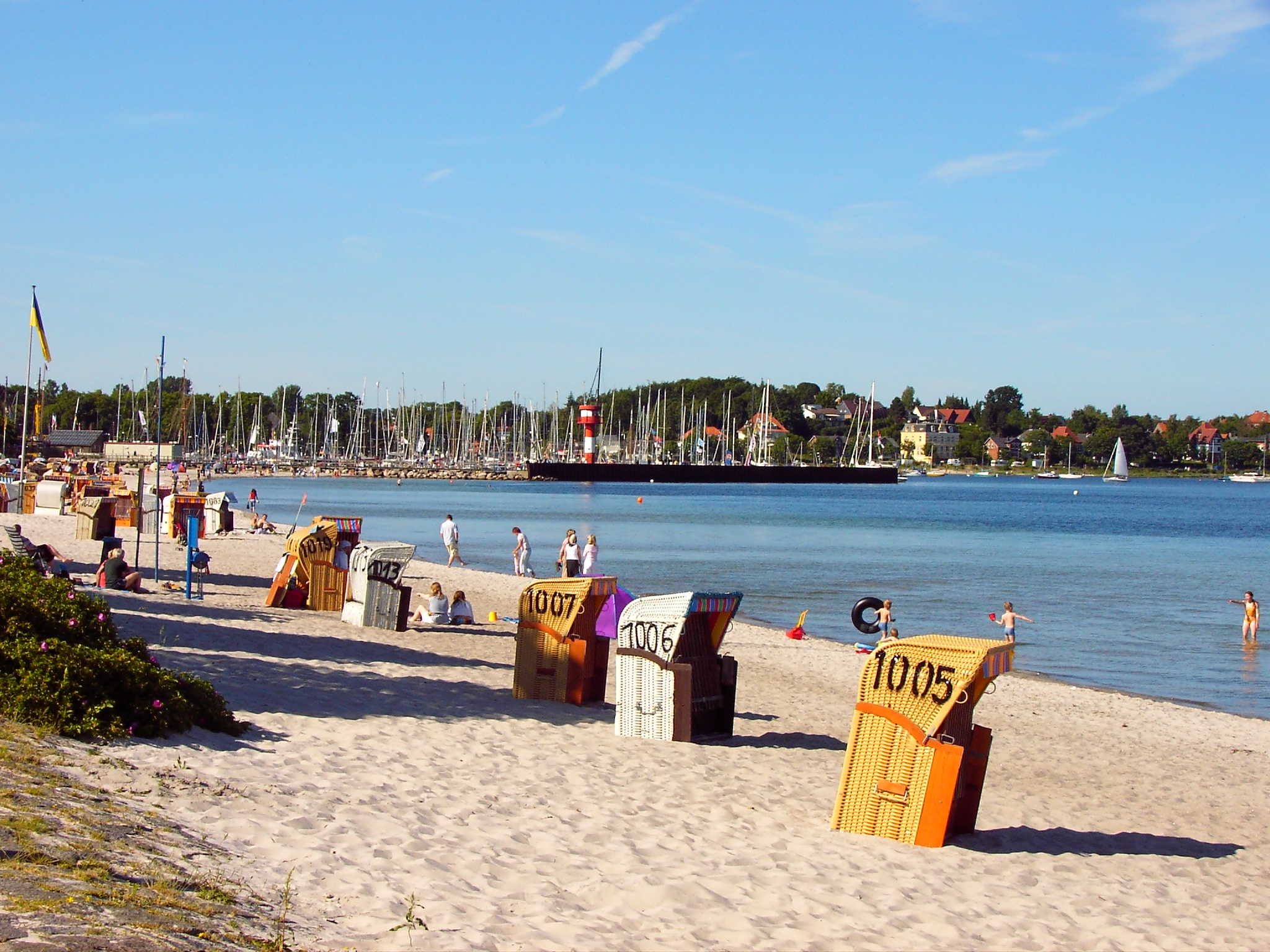
Badstranden
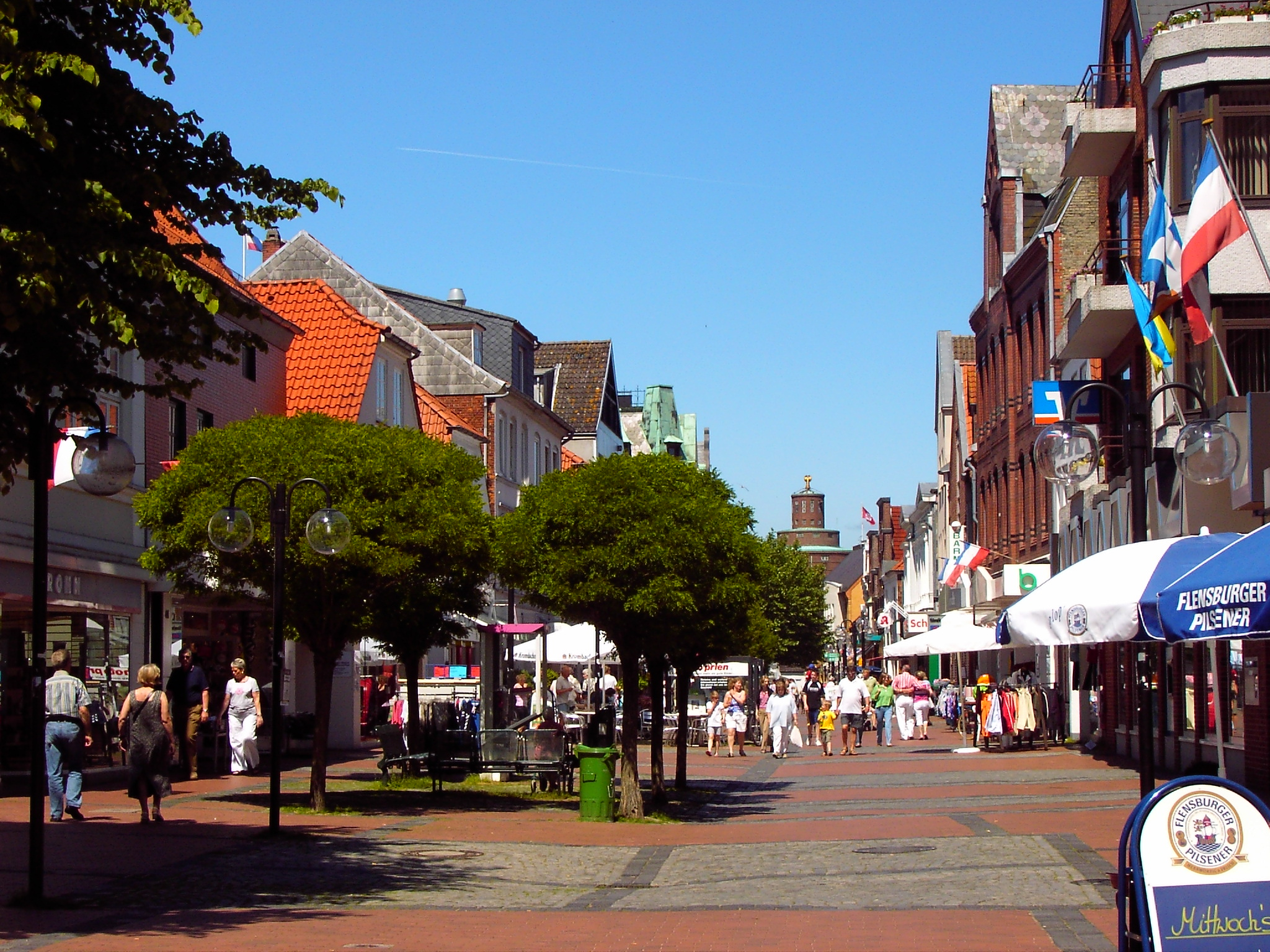
Gågatan